# Посітко Михайло Володимирович
Михайло Володимирович Посітко (нар. 21 листопада 1985, Кам'янець-Подільський, Хмельницька область) — український політик, громадсько-політичний діяч. Обраний міським головою Кам'янця-Подільського на місцевих виборах 2020 року.

## Життєпис
Батько, Володимир Григорович Посітко тривалий час працював будівельником. Мати, Галина Вікторівна — вихователькою дитсадка. З кінця 90-х років батьки працюють як приватні підприємці.
Середню освіту отримав у ЗОШ № 16 в Кам'янці-Подільському.
У 2002—2007 роках навчався у Президентському університеті Міжрегіональної Академії управління персоналом (м. Київ), за спеціальністю «правознавство». Здобув кваліфікацію магістра з правознавства.
2007 — юрист у ТОВ «Інститут державних закупівель».
З 2008 по 2011 рік був фізичною особою-підприємцем.
З 2011 по 2016 рік працював у АТ «УкрСиббанк» фінансовим консультантом, юристом в комунальному підприємстві «Тепло», юрисконсультом в ТОВ «Артемакс-XXI» та ТДВ «Адамс».
З квітня 2016 року працював юрисконсультом ПАТ «Гіпсовик».
З 2011 року — член партії "Всеукраїнське об'єднання «Свобода».
2012—2014 роках — помічник-консультант на громадських засадах у народного депутата України від ВО «Свобода» Олександра Мирного.
З липня 2014 року — голова Кам'янець-Подільської міської організації Всеукраїнське об'єднання «Свобода».

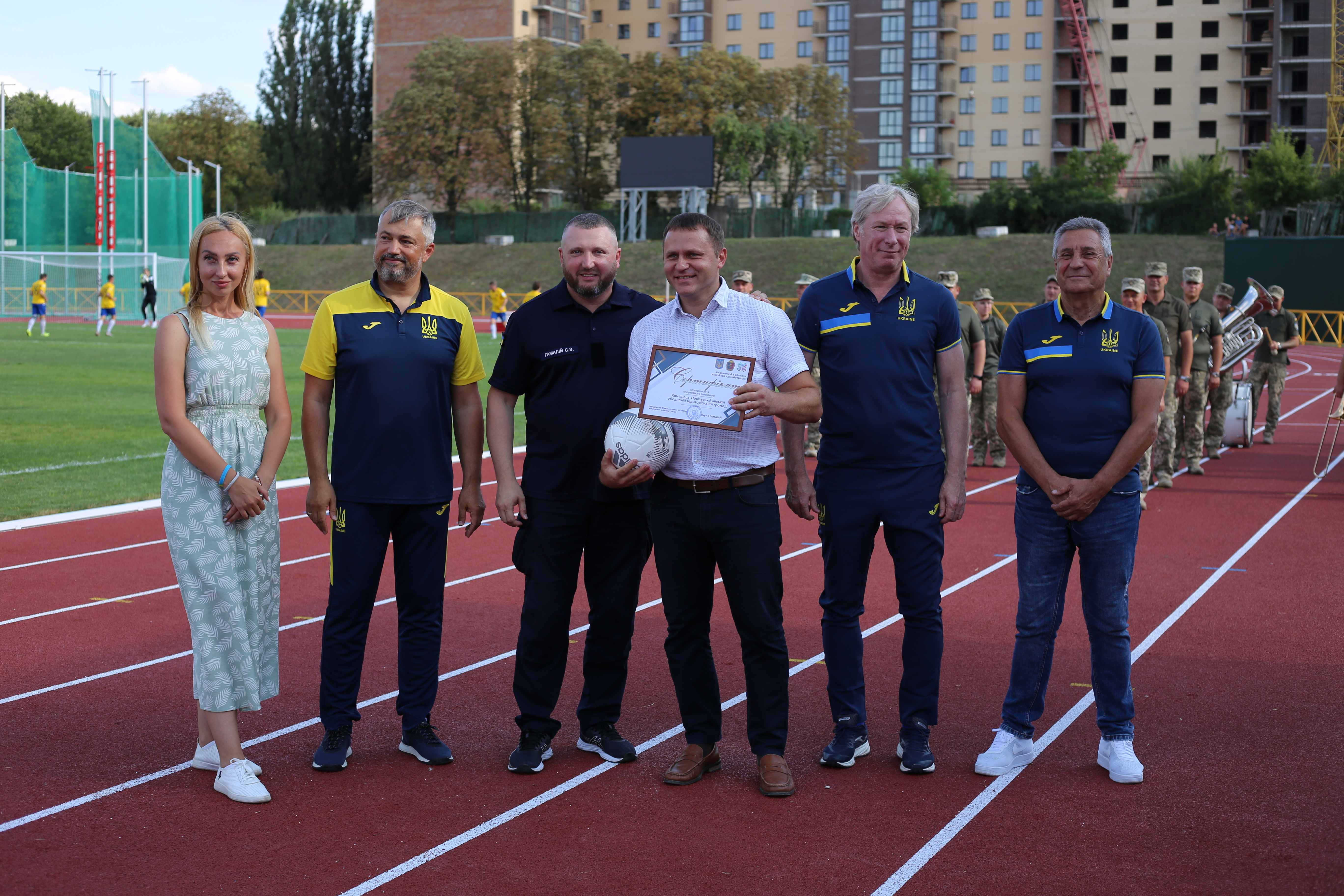
Вадим Костюченко, Сергій Гамалій, Михайло Посітко, Олексій Михайличенко та Ігор Хіблін на відкритті після реконструкції стадіону.

2015 — обраний депутатом Кам'янець-Подільської міської ради від ВО «Свобода», де очолив фракцію цієї політичної сили.
2019 — на позачергових парламентських виборах балотувався до ВРУ від Свободи у 193 окрузі. До парламенту не був обраний.
2020 — балотувався на посаду міського голови Кам'янця-Подільського від ВО «Свобода». За підсумками голосування в першому турі виборів — 25 жовтня, вийшов до другого туру, де його опонентом став Володимир Мельниченко. В другому турі Посітко переміг з результатом 58,33 % та відривом від конкурента у понад 4,4 тис. голосів. Явка виборців склала 34 %.